# شین-کیسی الکتریک ریلوی
شین-کیسی الکتریک ریلوی (انگلیسی: Shin-Keisei Electric Railway) شرکت ترابری ریلی ژاپنی است، که در سال ۱۹۴۶ تأسیس شد.